# Escritura inglesa

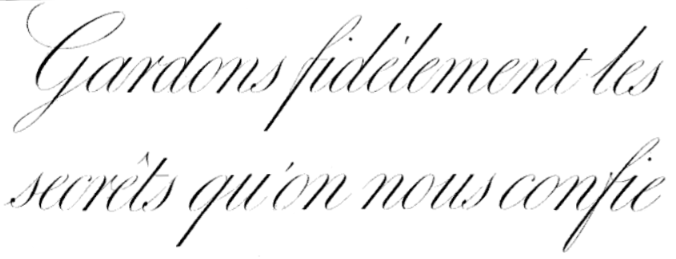
Ejemplo de escritura inglesa de Pierre Picquet en 1820.

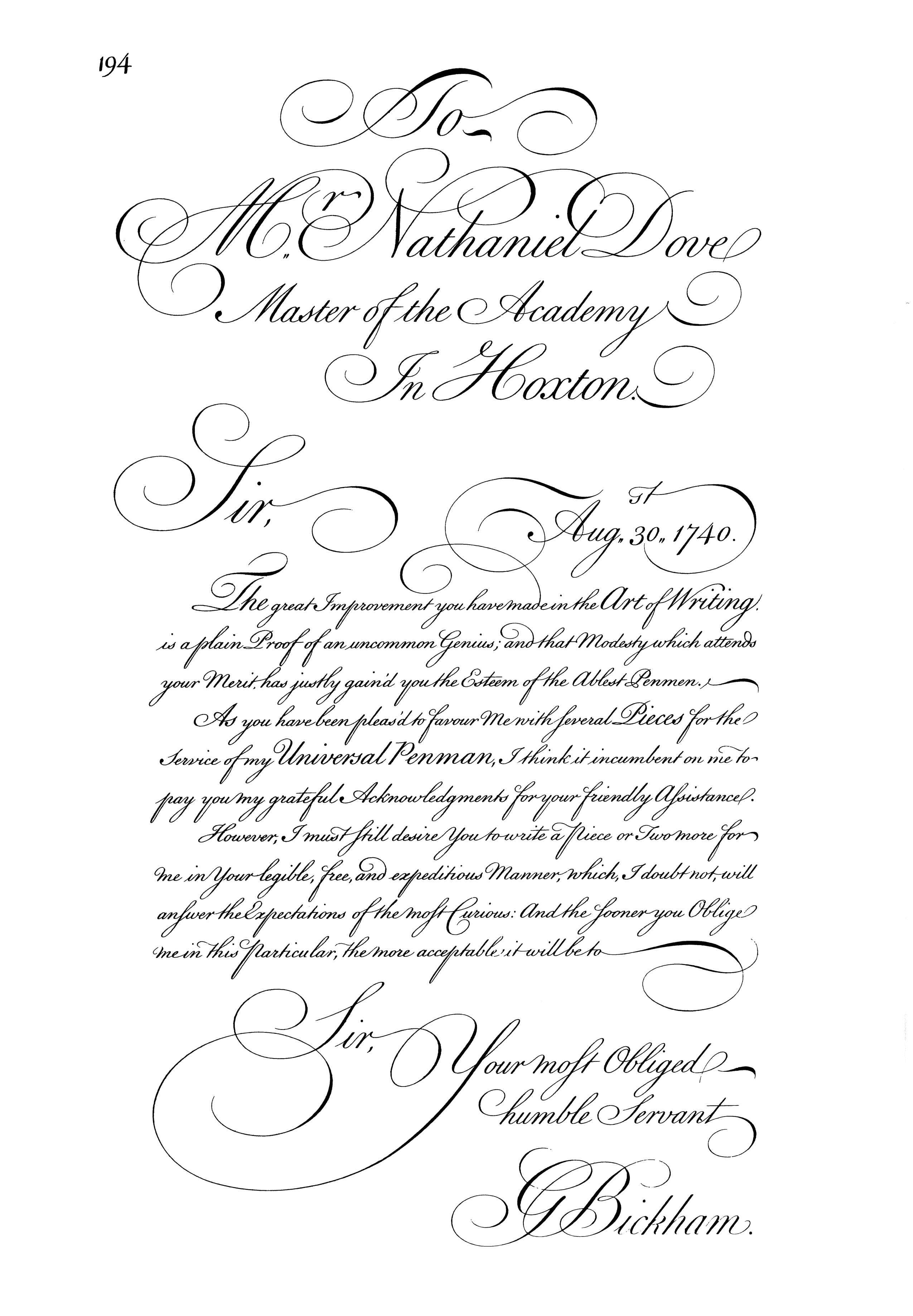
La redonda inglesa de George Bickham a The Universal Penman, hacia 1740–1741.

La escritura inglesa, también llamada copperplate inglesa, o por generalización escritura cursiva, es un estilo de escritura manuscrita y caligráfica originaria de Inglaterra . Apareció por primera vez en la década de 1660 en las obras de los maestros escritores John Ayers y William Banson, derivada de la escritura redonda francesa (que a su vez deriva de las cursivas italianas). Se popularizó rápidamente y ha sido codificada en varias obras. Se utiliza como escritura escolar en varios países como Francia (hasta 2013), España e Italia, e inspiró la escritura cursiva cirílica en el siglo XVIII. Tradicionalmente era inclinada y se hacía con una punta estrecha, pero hoy también es recto y se encierra principalmente como escritura escolar.

## Orígenes
Durante el Renacimiento, los maestros de escritura de la cámara apostólica desarrollaron la escritura cursiva . Cuando la Cámara Apostólica fue destruida durante el saqueo de Roma en 1527, muchos maestros se trasladaron al sur de Francia donde empezaron a perfeccionar la cursiva renacentista italica cursiva hacia una nueva, italica circumflessa . A finales del siglo XVI, la letra italic circumflessa empezó a sustituir la letra italica cursiva . Finalmente, a principios del siglo XVII, la letra Italica circumflessa acabó adaptándose aún más al estilo francés rhonde .
A mediados del siglo XVII, los funcionarios franceses estaban inundados de documentos escritos con diferentes estilos que tenían distintos niveles de habilidad y arte. Como resultado, los funcionarios empezaron a quejarse de que muchos de estos documentos estaban más allá de su capacidad para descifrarlos. El Controlador General de Finanzas de Francia recibió propuestas de los maestros de escritura franceses de la época, el más influyente fue Louis Barbedor, que había publicado la obra Les Escritures financière et italienne-bastarde dans leur naturel, hacia 1650. Después de examinar las propuestas, el Controlador General de Finanzas decidió restringir todos los documentos legales a tres tipos, es decir, la letra Coulée, la letra Rhonde, y una letra rápida llamada Bastarde .
Mientras en Inglaterra, Edward Cocker había estado publicando cuadernos basados en la letra rhonde francesa en la década de 1640. En la década de 1680, John Ayres y William Banson popularizaron sus versiones de letra rhonde después de perfeccionarla y desarrollarla en lo que se conoció como estilo de letra redonda inglesa.

## Características
En el siglo XVIII, se popularizaron dos variedades de escritura inglesa:
- Escritura inglesa redonda, más gruesa y regular de rasgos rectos, considerada adecuada para los negocios;
- Escritura inglesa “italiana” con rasgos rectos de lágrima, tradicionalmente considerada más femenina.

Esta forma de escritura se generalizó en el siglo XIX :

La escritura inglesa, tan universalmente utilizada hoy día [...] se distingue por la considerable longitud de las letras rizadas, y por la ausencia total de lo que llamaré las hojas ascendentes, que nuestras finas plumas de hierro no permiten dibujar: ...